# 国務大臣

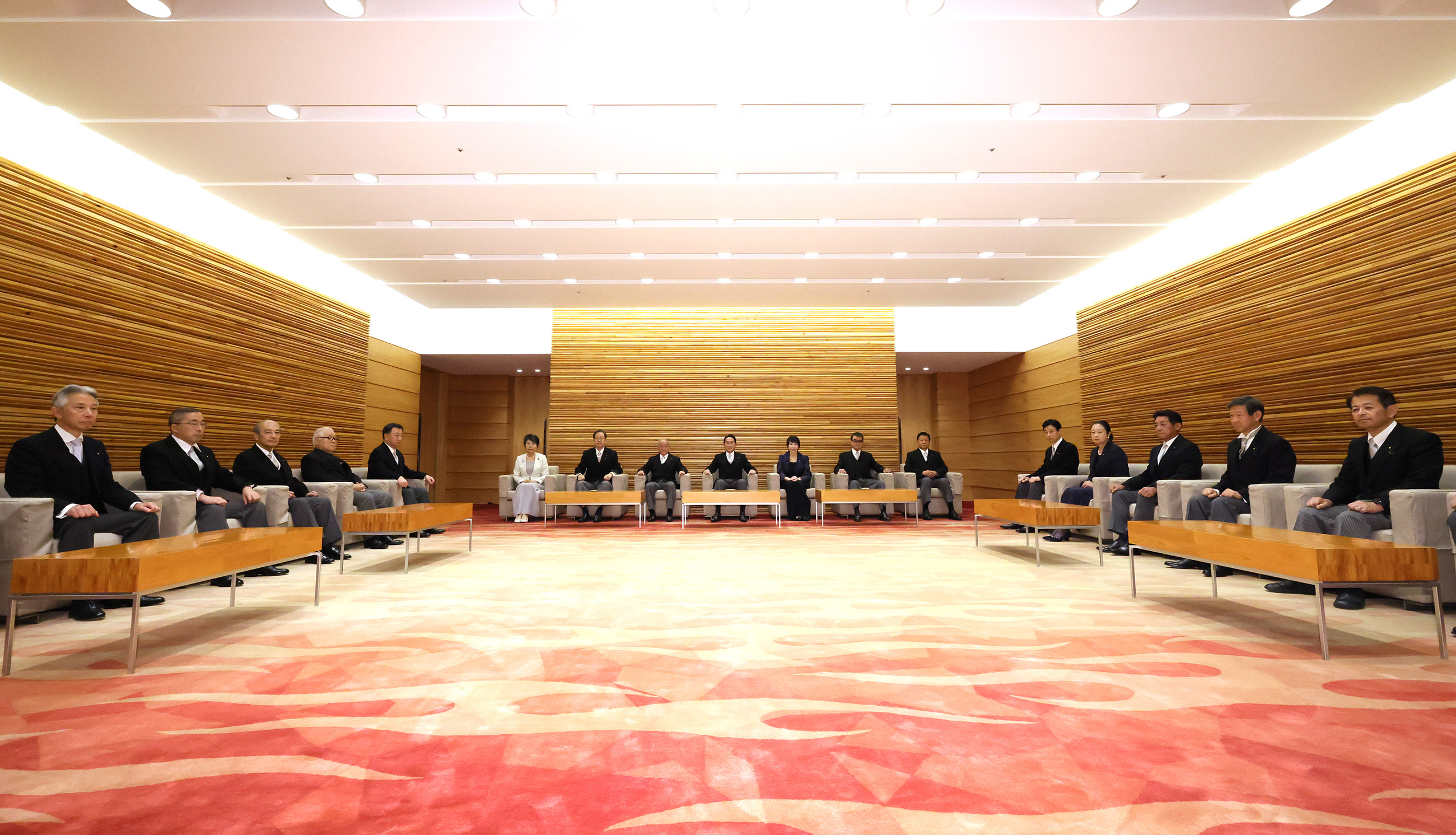
第2次岸田第2次改造内閣発足時に閣議の前に応接室に集う国務大臣

国務大臣（こくむだいじん、英: Minister of State）は、日本の内閣の構成員である。内閣総理大臣を除く国務大臣は内閣総理大臣が任命し、天皇が認証する特別職国家公務員である。国務大臣は文民でなければならない。閣僚（かくりょう）または閣員（かくいん）とも称される。

## 概説

### 法令上の「国務大臣」の概説
法令上の「国務大臣」は、広義には内閣総理大臣を含む閣僚すべてを指し、狭義には内閣総理大臣以外の閣僚をいう。さらに狭義として、事項に述べるように、主管官庁をもつ行政大臣に対しての無任所大臣等を指す解釈もある。
そして、広義の意味で「国務大臣」の語が用いられている例としては、日本国憲法第63条や日本国憲法第66条第1項および同条第2項などがある。これらの条文では「内閣総理大臣その他の国務大臣」と表現されており、「国務大臣」の概念が内閣総理大臣たる国務大臣とその他の国務大臣の双方を含む意味で用いられている。
狭義の意味で「国務大臣」の語が用いられている例としては、日本国憲法第68条第1項や同条第2項などがある。たとえば日本国憲法第68条第1項前段は「内閣総理大臣は、国務大臣を任命する」と規定しているが、内閣総理大臣はそもそも国会の指名に基づいて天皇により任命されるため（日本国憲法第6条第1項）、日本国憲法第68条第1項前段の「国務大臣」には内閣総理大臣は含まれないことになる。
なお、内閣法第2条第2項で、「国務大臣の数は、14人以内とする。ただし、特別に必要がある場合においては、3人を限度にその数を増加し、17人以内とすることができる」とされるが、後述の通り、特別法により増員されることもある。また、内閣法第3条第2項は「行政事務を分担管理しない大臣の存することを妨げるものではない」として無任所大臣を置くことを認めているが、主任の大臣ではない国務大臣には法律上の正式な呼称がない（詳細については無任所大臣の項目の「新憲法下における『無任所国務大臣』」の節を参照のこと）。そのため、内閣の構成員の一覧表などでは、主任の大臣以外の国務大臣については単に「国務大臣」となっている場合がある。

### 国務大臣と行政大臣
行政学などでは講学上、国務大臣と行政大臣に分けて論じられる場合がある。行政大臣は主任の大臣とも呼ばれ、各省の長として特定の行政分野を担当している国務大臣を指す。特定の行政分野を分担管理するわけではない内閣官房長官、デジタル大臣、復興大臣、国家公安委員会委員長、内閣府特命担当大臣、班列に対する概念である。
内閣は国の行政権を一体として担当する合議体であるため、構成員たる国務大臣は、その分担管理する行政事務にかかわらず、国務および外交全体について評議し、議決に加わることになる。内閣法には、すべての国務大臣は「案件の如何にかかわらず、議案を閣議に提出することができる」趣旨の規定がある。しかし、実際の運用としては、主任の大臣以外の国務大臣が閣議を請議することはない。たとえば内閣府特命担当大臣の場合、内閣府の主任の大臣である内閣総理大臣に議案を上申したうえで、内閣総理大臣が閣議を請議することになる。

## 地位と任免
国務大臣は行政権の属する内閣の構成員である（日本国憲法第66条）。国務大臣の身分は国家公務員法第2条第3項において、特別職の国家公務員とされる。

### 任命

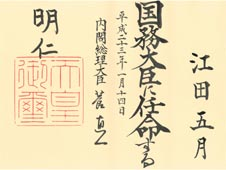
国務大臣の官記の例（江田五月に対する国務大臣の官記。内閣総理大臣菅直人により任命され天皇により認証されている）

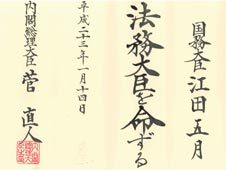
法務大臣の補職辞令の例（国務大臣江田五月に対する法務大臣の補職辞令。内閣総理大臣菅直人により発令されている）

先述のように一般的に国務大臣という場合には内閣総理大臣を含めて指す場合とそうでない場合があり、両者で任命の主体と手続が異なる。
内閣総理大臣は国会の議決により指名され（内閣総理大臣指名選挙、日本国憲法第67条第1項）、その国会の指名に基づいて天皇によって任命され（日本国憲法第6条第1項）、親任式が行われる。内閣総理大臣は文民でなければならない（日本国憲法第66条第2項）。
内閣総理大臣の任命について定める日本国憲法第6条には日本国憲法第7条とは異なり「内閣の助言と承認」の文言がないが、内閣総理大臣の任命は日本国憲法第4条の「この憲法の定める国事に関する行為」に含まれるため、日本国憲法第3条の効果として内閣の助言と承認を要する。先例では内閣総理大臣の任命については日本国憲法第71条の規定により、従前の内閣が助言と承認を行うことになっている。この内閣総理大臣の任命によって、従前の内閣はその地位を完全に失うことになる（日本国憲法第71条）。内閣総理大臣の任命においては衆議院議長および参議院議長の列席の下で任命式が行われる（実際の例では内閣総理大臣を任命する儀式として親任式が行われる）。
内閣総理大臣以外の国務大臣は内閣総理大臣により任命され（日本国憲法第68条第1項本文）、天皇によって認証される（日本国憲法第7条第5号）。「認証」は対象となる行為が権限ある機関によって正当な手続を経て行われた事実を確認し、公証する行為である。認証には内閣の助言と承認を要するが（日本国憲法第7条第5号）、新内閣の成立時においては、性質上、それは新たに任命された内閣総理大臣のみによって行われることになる。国務大臣の認証においては認証式が行われる。実際の例では天皇の認証を必要とする国務大臣などの認証官の任命式については認証官任命式という形で行われ、内閣総理大臣による任命において天皇が辞令に親署するという形式で認証が行われる。
宮中の親任式および認証官任命式で授与される「官記」は、単に内閣総理大臣または国務大臣としての任命・認証であり、どの行政事務を分担管理するかの辞令（例：「総務大臣を命ずる」）は式後に首相官邸で内閣総理大臣から発令される（国務大臣に何らかの官職を命ずることを「補職」といい、その補職の辞令を「補職辞令」という）。その他の国務大臣も内閣総理大臣と同様に文民でなければならない（日本国憲法第66条第2項）。
国務大臣の過半数は国会議員にて構成しなければならない（日本国憲法第68条但書）。内閣の構成上の要件とされる。ここでいう「過半数」は国務大臣の定数の過半数ではなく、現在する国務大臣の過半数を意味する。内閣を構成する国務大臣の過半数が国会議員であれば足り、国務大臣が国会議員の地位を失っても当然に国務大臣の地位を失うわけではない。ただし、内閣総理大臣は国会議員であることを在職要件とされている。
内閣総理大臣臨時代理に憲法68条の国務大臣の任命権が認められるか否かについて、学説は肯定説と否定説に分かれているが、政府見解は憲法68条の国務大臣の任命権は内閣総理大臣の一身専属の権利であるとする。先例としては石橋内閣において石橋湛山総理が病気のために岸信介外務大臣が内閣総理大臣臨時代理となったが、1957年（昭和32年）2月2日の小瀧彬防衛庁長官の任命は石橋総理が自ら行っている。ただし、認証式や両院への通告は岸臨時代理が行っている。
外交上の敬称としては交渉国との間で主に大臣閣下という敬称と本官に相当する本大臣という自称で呼び合うこととなっている。また、内閣総理大臣・国務大臣等は自衛隊を公式に訪問または視察する場合、その他防衛大臣の定める場合において栄誉礼を受ける栄誉礼受礼資格者に定められている（自衛隊法施行規則13条）。
なお、国会議員で旧姓やペンネーム（タレント時代などの芸名や、わかりやすく一部をひらがなにする）などにしてある場合、国務大臣に任命される際には戸籍に登録されている本名で任命を受け、連署・署名など国務大臣として行う場合は本名でなくてはならない。

### 罷免
日本国憲法第68条第2項は「内閣総理大臣は、任意に国務大臣を罷免することができる」と定める。「任意に」とは時期や理由を問わず法的には何らの制約なく、内閣総理大臣の自由裁量によって決しうることを意味する。国務大臣の罷免の政治上・道義上の当不当は本条の問題とは別の問題である。国務大臣の罷免権は任命権と同じく内閣総理大臣の専権に属する。
国務大臣の任免は天皇によって認証される（日本国憲法第7条第5号）。したがって、内閣総理大臣の専権事項とされる罷免そのものの決定には閣議は不要であるが、通説によれば天皇の国事行為である認証については内閣の助言と承認を要し、閣議が必要とされる。この場合、事の性質上、この閣議は国務大臣の罷免を妨げることはできず、罷免される国務大臣はこの内閣の助言と承認の決定に加わることができない。

## 権限と義務

### 議院出席の権利義務
国務大臣は両議院での議席の有無にかかわらず、議案について発言するために議院に出席をすることができる。答弁または説明のために出席を求められた際は出席しなければならない（日本国憲法第63条）。この「議院」には本会議のほか委員会も含まれる。ただし、憲法上、各議院には運営等について自律権が認められている（日本国憲法第58条第2項）。国務大臣の議院出席の権利は国会法および両議院規則に服するのであり、これに反しないようにしなければならない。

### 法律および政令への署名
法律および政令には国務大臣の署名と内閣総理大臣による連署を必要とする（憲法第74条）。内閣総理大臣および各省大臣は内閣法上、主任の大臣と呼ばれ、担当国務に関係する法律、政令を公布する際その末尾に国務大臣による署名と内閣総理大臣の連署を要することになる。主任の大臣以外の大臣は、連署・副署をしない。ただし、主任の大臣の誰かが外遊などで国内不在となる場合に一時的にその臨時代理を命ぜられることがあり、その際は連署・副署に名を連ねることとなる。
主任の大臣が複数あるときは署名は建制順による。また、内閣総理大臣自身が主任の大臣として署名の主体となるときは連署は行わない例である。
今日の通説的見解によれば、この署名・連署は執行の責任を表示するという性質のものであり、これを欠いていても法律や政令の効力やこれらの執行の責任には影響しない。
大日本帝国憲法下の「副署」が国務大臣の輔弼についての責任を表示するものであったのに対して、現行憲法下の「連署」は法律・政令に対する内閣自身の執行・制定についての責任を表示するものであり性格が異なる。なお、現行憲法下においても「副署」が行われる例（解散詔書など）があり、これは憲法74条に規定する「署名」や「連署」とは異なるものであるが、天皇の国事行為において内閣による助言と承認があったことを内閣総理大臣が内閣を代表して確認を行うもので、慣行として適当なものであると評価されている。

## 特典
日本国憲法第75条は「国務大臣は、その在任中、内閣総理大臣の同意がなければ、訴追されない。但し、これがため、訴追の権利は、害されない」と規定する。この規定は国務大臣の特典であるとともに内閣の一体性を確保し、内閣総理大臣の内閣の首長としての地位を強化するものである。
日本国憲法第75条の「訴追」については、刑事訴訟法上の逮捕・勾留を含むとする説と逮捕・勾留を含まないとする説が対立している。政府見解では逮捕は含まないとしている。先例としては1948年9月30日に栗栖赳夫国務大臣（経済安定本部総務長官兼物価庁長官兼中央経済調査庁長官）が昭和電工事件で内閣総理大臣の同意なく逮捕されたが、この事件で東京高裁は身体の拘束を含むとは解しえないと判示している（東京高判昭和34年12月26日判時213号46頁）。
先述のように「国務大臣」には内閣総理大臣を含む場合と含まない場合があるが、日本国憲法第75条の「国務大臣」についても、内閣総理大臣もこの国務大臣に含むとする学説と、内閣総理大臣はこの国務大臣には含まれないとする学説の2つの説が対立している。
本条により内閣総理大臣の同意を欠く国務大臣の訴追は認められず、内閣総理大臣の同意なく国務大臣が起訴された場合には公訴は無効となる（刑事訴訟法第338条4号）。
本条の効果は在任中に限られるため、国務大臣の退任後は内閣総理大臣の同意がなくとも訴追ができることは当然である。本条ただし書きの「これがため、訴追の権利は、害されない」は、通説によれば公訴時効の進行が停止することを意味すると解されている。ただし、時効の進行の停止する始期については、国務大臣在任中は当然に時効が停止するとみる学説と、内閣総理大臣が訴追への同意を拒否した時点から時効の進行が停止するとみる学説の2つの説が対立する。
なお、国会議員たる国務大臣については、国会議員の立場では不逮捕特権（日本国憲法第50条）や免責特権（日本国憲法第51条）も認められる。ただし、免責特権について、多くの学説は国会議員の立場ではなく国務大臣の立場でなされた発言は免責対象とはならないと解している。国務大臣としての地位や責任は国会議員とは性格が異なるものであり、また、これを認めると国会議員でない国務大臣との間に不均衡を生じることになり妥当でないとされる。下級審の判例も同様の解釈をとっている（東京高判昭和34年12月26日判時213号46頁）。

## 内閣と大臣

### 内閣の組織
内閣は内閣総理大臣およびその他の国務大臣で組織される（日本国憲法第50条、内閣法第2条第1項）。内閣総理大臣は内閣の首長（日本国憲法第66条1項、内閣法第2条第1項）で、ほかの国務大臣の任免権（日本国憲法第68条）、国務大臣に対する訴追同意権（日本国憲法第75条）、行政各部の指揮監督権（日本国憲法第72条）、閣議における発議権（内閣法第4条第2項）などを有する。その他の国務大臣は原則14人とし、必要であればさらに3人まで任命できるとされているが（内閣法第2条第2項）、後述のように特別法による特例が設けられることがある。
なお、日本には、他国の副首相に相当する官職は存在しない。ただし、内閣法第9条にいう内閣総理大臣臨時代理の第一順位に指定された国務大臣が内閣官房長官を命ぜられていない場合、当該国務大臣を副総理と呼ぶ慣行がある。

### 内閣の構成メンバーの定数の推移
日本国憲法下においては、内閣総理大臣を除く内閣の構成人員は以下のように変遷している。
| 期間            | 定員 | 上限 | 備考                                                 |
| --------------- | ---- | ---- | ---------------------------------------------------- |
| 1947年 - 1965年 | 16人 | 16人 |                                                      |
| 1965年 - 1966年 | 17人 | 17人 | 総理府総務長官は国務大臣となる。                     |
| 1966年 - 1971年 | 18人 | 18人 | 内閣官房長官は国務大臣となる。                       |
| 1971年 - 1974年 | 19人 | 19人 | 環境庁設置に伴い、環境庁長官を追加。                 |
| 1974年 - 2001年 | 20人 | 20人 | 国土庁設置に伴い、国土庁長官を追加。                 |
| 2001年 - 2012年 | 14人 | 17人 | 中央省庁再編による変更。                             |
| 2012年 - 2015年 | 15人 | 18人 | 復興庁設置に伴い、復興大臣を追加。                   |
| 2015年 - 2020年 | 16人 | 19人 | オリンピック推進本部設置に伴い、五輪担当大臣を追加。 |
| 2020年 - 2022年 | 17人 | 20人 | 国際博覧会推進本部設置に伴い、万博担当大臣を追加。   |
| 2022年 - 現在   | 16人 | 19人 | オリンピック推進本部解散に伴い、五輪担当大臣を廃止。 |

### 大臣の所掌

#### 行政事務の分担管理
各大臣は、法律の定めるところにより、主任の大臣として行政事務を分担管理する（内閣法第3条第1項）。ただし、行政事務を分担管理しない大臣（いわゆる無任所大臣）を置くことを妨げるものではない（内閣法第3条第2項）。

#### 特命事項の担当大臣
複数の官庁に関係するような国政の重要事項についてはいち官庁の所掌とせず、専任の重要事項担当部署（局、対策室等）を各省各庁より格上の内閣官房または内閣府に設置し、内閣官房および内閣府それぞれの主任の大臣である内閣総理大臣の下で総合的に処理する場合がある。これら重要事項担当部署の長（局長、対策室長等）には、通常、職業公務員（いわゆる官僚）が任命されるが、それら局長等と内閣総理大臣との間にあって政務を掌る官職として担当大臣を置くことがある。重要事項担当部署が内閣府にある場合、その担当大臣のことを法律上「特命担当大臣」（官報等に掲載される辞令等の上では「内閣府特命担当大臣」という）という。一方、重要事項担当部署が内閣官房にある場合、その担当大臣の正式名称は特に法定されていない。内閣府以外の特命事項担当大臣は、内閣総理大臣発出の辞令又は決裁のみで柔軟に置くことが可能であり、官報辞令はなされず内閣総理大臣の口頭指示により設置される場合もある。また、ある法律によって設置される合議体の副責任者に、当該法律や合議体に関する事務を担当する国務大臣をもって充てることとされることがある。一例としては、サイバーセキュリティ戦略本部の副本部長職は、サイバーセキュリティ基本法29条によりサイバーセキュリティ戦略本部に関する事務を取り扱う国務大臣を充てると規定されているが、官報等に辞令は掲載されない。
- 内閣府特命担当大臣（例：規制改革担当）も、内閣府以外の特命事項担当大臣（例：行政改革担当）も、一般的にはそれぞれの担当職務を用いて「○○担当大臣」と呼ばれる。

### 内閣法の規定
内閣法では、内閣総理大臣を除いた国務大臣の数は原則14人とし、必要であればさらに3人まで任命できる（内閣法第2条第2項）。
- 内閣総理大臣 - 内閣府、デジタル庁、復興庁の長。
- 総務大臣 - 総務省の長。
- 法務大臣 - 法務省の長。
- 外務大臣 - 外務省の長。
- 財務大臣 - 財務省の長。
- 文部科学大臣 - 文部科学省の長。
- 厚生労働大臣 - 厚生労働省の長。
- 農林水産大臣 - 農林水産省の長。
- 経済産業大臣 - 経済産業省の長。
- 国土交通大臣 - 国土交通省の長。
- 環境大臣 - 環境省の長。
- 防衛大臣 - 防衛省の長。
- 内閣官房長官 - 内閣官房の事務を統轄し、内閣府の事務を統括する。
- デジタル大臣 - デジタル庁の事務を統括する。
- 復興大臣 - 復興庁の事務を統括する。
- 国家公安委員会委員長 - 国家公安委員会の会務を総理し、国家公安委員会を代表する。
- 内閣府特命担当大臣 - 必要に応じて内閣府に置かれるが、「防災担当」、「沖縄及び北方対策担当」、「金融担当」、「消費者及び食品安全担当」、「少子化対策担当」は必ず置かなければならない（内閣府設置法9条の2、10条、11条、11条の2、11条の3）。
- 無任所大臣 - 上記のいずれの事務も担当しない大臣を置く場合の俗称（内閣法第3条第2項）。戦前には「班列」と称された時期もある。

### 特別法による特例
国務大臣の数は特別法により増員されることがある。
- 2012年（平成24年）の復興庁設置法の附則による改正後の内閣法の附則により、「復興庁が廃止されるまでの間」は1名増員とされた。
- 2015年（平成27年）の令和三年東京オリンピック競技大会・東京パラリンピック競技大会特別措置法の附則による改正後の内閣法の附則により、「東京オリンピック競技大会、東京パラリンピック競技大会推進本部が置かれている間」は1名増員とされた。
- 2019年（平成31年）の令和七年に開催される国際博覧会の準備及び運営のために必要な特別措置に関する法律の附則による改正後の内閣法の附則により、「国際博覧会推進本部が置かれている間」は1名増員とされた。

特別法によって増員される大臣は以下の通り。
- 復興大臣 - 復興庁の事務を統轄する。
- 万博担当大臣 - 2025年日本国際博覧会の事務を統轄する。
- 五輪担当大臣 - 2020年東京オリンピック・2020年東京パラリンピックの事務を統轄する。2022年8月10日廃止。

## 大臣を代理する職

### 内閣総理大臣臨時代理
内閣法第9条に「内閣総理大臣に事故のあるとき、又は内閣総理大臣が欠けたときは、その予め指定する国務大臣が、臨時に、内閣総理大臣の職務を行う」と規定されており、内閣総理大臣が死亡・病気・海外出張などで不在となった際には、あらかじめ指定された国務大臣が「内閣総理大臣臨時代理」の職名で職務を行う。2000年4月以降、組閣時に就任予定者5名があらかじめ指定される規定となった。

### 他の大臣の臨時代理と事務代理
各省大臣の外遊時などには、「国務大臣の代理には他の国務大臣が就く」という内閣法上の原則に基づき、直属の副大臣ではなく、ほかの大臣または内閣総理大臣がその臨時代理を務める（例：総務大臣臨時代理）。その人選は内閣総理大臣が行う。
- 各省大臣以外の「内閣官房長官・デジタル大臣・国家公安委員会委員長・内閣府特命担当大臣」の代理については、ほかの大臣が「事務代理」を務める（例：内閣官房長官事務代理）。ただし、内閣総理大臣自らが代行する場合は「事務代理」でなく「事務取扱」と称する（例：内閣官房長官事務取扱）。
※上記「特命事項の担当大臣」の項で言及した担当大臣のうち、内閣官房（まれに省）の重要事項担当大臣については、内閣府特命担当大臣と異なり外遊時等に代理発令がされることはない。厳密には、総理の口頭指示等による一時的代行はあるのかも知れないが、少なくとも辞令のような公に分かる形で官報掲載された例はない。
- 副大臣は、直属の上司である大臣・長官等の代理に指定されることはない。国務大臣でない副大臣には憲法第74条に基づく法令への連署等をする最高権限がないためである。ただし、省庁の代表者として式典で祝辞を述べるなど内閣の一員たる国務大臣の権限を必ずしも要請されない行為の場合は、副大臣や政務官が代行（参席・代読等）することが一般的である。
- 内閣法には第9条に「臨時に、内閣総理大臣の職務を行う」、第10条に「臨時に、その主任の大臣の職務を行う」とあり、一方で内閣府設置法と国家行政組織法には「副大臣（副長官）は…職務を代行する」とある。「行う」と「代行する」という似て非なる文言で区別がなされており、副大臣・副長官の「代行する」権限が「省庁組織の長としての大臣権限」に限られ、より広汎な「主任の国務大臣の権限」までは及ばないと解する根拠のひとつとなっている。

## 大臣を補佐する職

### 副大臣・大臣政務官・大臣補佐官・大臣秘書官
現在、内閣はじめ省庁における大臣以下の政治ポストはかつての政務次官が副大臣や大臣政務官などに再編され、省内における政治任用職も増えた。1996年（平成8年）に内閣総理大臣補佐官が、2014年（平成26年）に大臣補佐官が新設され、国務大臣を補佐する体制がより高められた。内閣総理大臣補佐官の定数は5名、内閣府の大臣補佐官の定数は6名、復興庁とその他の省の大臣補佐官の定数は各1名で、いずれも特別職で、国会議員の兼任、非常勤が可能である。
内閣総理大臣秘書官以外の大臣秘書官は定数1名で官庁の外から政治的任用される（通例はその大臣の議員第一秘書などが務めることが多い）。当該省庁の職員も大臣秘書官と呼ばれるポストに就いて大臣を補佐するが、これは厳密には大臣秘書官事務取扱といい、正規の法定秘書官ではない。大臣以下副大臣・政務官の品位と倫理を維持するため、大臣規範などを定め、汚職の防止や兼職の禁止など自律的な制約を定めている。

### 大臣と副大臣・大臣政務官等の任命方式・権限の差異
- 大臣は、1)内閣総理大臣から任命・天皇から認証される「国務大臣」としての官記（国務大臣に任命する）、2)総理から担当事務を命ぜられる「各省大臣・長官等」としての補職の辞令（例：総務大臣を命ずる、内閣府特命担当大臣を命ずる）、という二段階の任命方式がとられている。閣議においては、たとえば防衛大臣である国務大臣が司法改革など他省庁の閣議案件について（あくまで理論上ではあるが）深く意見を述べたり、当該他省庁の官僚に「一国務大臣として」何らかの指摘・要求等をすることも可能であり、「国務大臣」としての関与権限は国政全般に及ぶものとされる。
- 一方、副大臣と大臣政務官は、特定の官庁名を冠された官記又は辞令（例：内閣府副大臣に任命する、総務副大臣に任命する、法務大臣政務官に任命する、外務大臣政務官に任命する等）だけを受ける。副大臣は国務大臣と同様認証官であるため天皇の認証のある官記を受け、大臣政務官はそうでないという違いはあるが、どちらも国務大臣のような国政全般への関与を可能とする権限付与（二段階の辞令）は行われていない。
- 閣議では、各大臣は各省や特命事項の担当大臣としてだけでなく、広く天下国家を論じる国務大臣の一人として参画する。一方、副大臣会議では、副大臣は各府省の調整代表の高官として参加しており、国政全般を論じたり他府省の副大臣の提出した案件に対して必要以上の関与をすることはできない。
- 国務大臣の表記にならって「国務副大臣」と誤表記される場合もあるが、広汎な国務大臣の権限に比べ副大臣の地位・権限が限定的であることと矛盾する。「国務副大臣」の名称はいかなる法令にも存在せず、そのような辞令が発せられたこともない。各府省副大臣の総称は単に「副大臣」とするのが正しく、各種法令でもそのような取扱いがなされている。大臣政務官についても同様で、「国務大臣政務官」とするのは法的には誤りとなる。

## 歴史
大臣とは古来からの日本固有の高官職名である。明治期に太政大臣、左大臣、右大臣、内大臣といった大臣職（三槐）と大臣に次するとされた大納言（亜槐）の職が改められ、内閣制度の発足とともに、内閣構成者としての内閣総理大臣及び国務大臣として新たな大臣の職掌が整備された。明治以降も昭和初期まで内大臣・宮内大臣（現・宮内庁長官）の職が置かれたが、これは閣外の職位であり、国務大臣には含まれず内大臣府・宮内省（現・宮内庁）にあって天皇を補佐する役目であった。
終戦後、1955年（昭和30年）の自由民主党の結党より始まる55年体制の下での大臣の選任は、いわゆる「派閥の論理」で行われた。
政治家にとって大臣の職は権威の象徴であり、自由民主党では、当選回数5回以上（衆議院議員の場合）が国務大臣の資格の条件とされたが、大臣を拝命していない政治家は大臣待望組といわれた。また大臣になるために執念を燃やしたり、その地位にとらわれることを俗に「大臣病」といった。

### 各種記録
- 最年長在任記録国務大臣 - 塩川正十郎財務大臣、81歳11か月、2003年（平成15年）9月22日退任
- 最年少就任記録国務大臣 - 小渕優子少子化対策担当・男女共同参画担当大臣、34歳9か月、2008年（平成20年）9月24日就任
- 通算最長在任記録国務大臣 - 松方正義大蔵大臣、5302日
- 戦前連続最長在任記録国務大臣 - 寺内正毅陸軍大臣、3442日間、1902年（明治35年）3月27日 - 1911年（明治44年）8月30日
- 戦後連続最長在任記録国務大臣 - 麻生太郎財務大臣、3205日間　2012年（平成24年）12月26日 - 2021年（令和3年）10月4日
- 戦後最短在任記録国務大臣 - 長谷川峻法務大臣、4日間、1988年（昭和63年）12月27日 - 1988年（昭和63年）12月30日
- 戦前最短在任記録国務大臣 - 野村直邦海軍大臣、6日間、1944年（昭和19年）7月17日 - 1944年（昭和19年）7月22日
- 女性初の国務大臣 - 中山マサ厚生大臣、1960年（昭和35年）7月19日就任

### 在任中の落選
| 選挙                 | 内閣                     | 候補       | 役職                                       | 選挙区、定数  | 最下位当選候補 | 惜敗率  |
| -------------------- | ------------------------ | ---------- | ------------------------------------------ | ------------- | -------------- | ------- |
| 1949(昭和24)年衆院選 | 第二次吉田内閣           | 工藤鉄男   | 行政管理庁長官                             | 青森2区(3)    | 清藤唯七       | 87.92%  |
| 1953(昭和28)年参院選 | 第四次吉田内閣           | 林屋亀次郎 | 国務大臣                                   | 石川県(1)     | 井村徳二       | 92.32％ |
| 1955(昭和30)年衆院選 | 第一次鳩山内閣           | 武知勇記   | 郵政大臣                                   | 愛媛1区(3)    | 関谷勝利       | 83.23%  |
| 1958(昭和33)年衆院選 | 第一次岸内閣             | 唐沢俊樹   | 法務大臣                                   | 長野4区(3)    | 小沢貞孝       | 89.13%  |
| 1976(昭和51)年衆院選 | 三木内閣                 | 大石武一   | 農林水産大臣                               | 宮城2区(4)    | 内海英男       | 93.75％ |
| 1976(昭和51)年衆院選 | 三木内閣                 | 天野公義   | 自治大臣                                   | 東京6区(4)    | 佐野進         | 95.74％ |
| 1976(昭和51)年衆院選 | 三木内閣                 | 前田正男   | 科学技術庁長官                             | 奈良全県区(5) | 服部安司       | 91.92％ |
| 1983(昭和58)年衆院選 | 第一次中曽根内閣         | 大野明     | 労働大臣                                   | 岐阜1区(5)    | 簑輪幸代       | 98.78％ |
| 1983(昭和58)年衆院選 | 第一次中曽根内閣         | 谷川和穂   | 防衛庁長官                                 | 広島2区(4)    | 中川秀直       | 97.30％ |
| 1983(昭和58)年衆院選 | 第一次中曽根内閣         | 瀬戸山三男 | 法務大臣                                   | 宮崎2区(3)    | 堀之内久男     | 96.34％ |
| 1990(平成2)年衆院選  | 第一次海部内閣           | 江藤隆美   | 運輸大臣                                   | 宮崎1区(3)    | 米沢隆         | 97.12％ |
| 1996(平成8)年衆院選  | 第一次橋本内閣           | 田中秀征   | 経済企画庁長官                             | 長野1区(1)    | 小坂憲次       | 66.22％ |
| 1998(平成10)年参院選 | 第二次橋本内閣           | 大木浩     | 環境庁長官                                 | 愛知県(3)     | 八田広子       | 97.93％ |
| 2000(平成12)年衆院選 | 第一次森内閣             | 玉沢徳一郎 | 農林水産大臣                               | 岩手1区(1)    | 達増拓也       | 87.66％ |
| 2000(平成12)年衆院選 | 第一次森内閣             | 深谷隆司   | 通商産業大臣                               | 東京2区(1)    | 中山義活       | 92.31％ |
| 2010(平成22)年参院選 | 菅直人内閣               | 千葉景子   | 法務大臣                                   | 神奈川県(3)   | 金子洋一       | 93.50％ |
| 2012(平成24)年衆院選 | 野田第三次改造内閣       | 三井辨雄   | 厚生労働大臣                               | 北海道2区(1)  | 吉川貴盛       | 66.43％ |
| 2012(平成24)年衆院選 | 野田第三次改造内閣       | 小平忠正   | 国家公安委員会委員長                       | 北海道10区(1) | 稲津久         | 71.65％ |
| 2012(平成24)年衆院選 | 野田第三次改造内閣       | 城島光力   | 財務大臣                                   | 神奈川10区(1) | 田中和徳       | 58.34％ |
| 2012(平成24)年衆院選 | 野田第三次改造内閣       | 中塚一宏   | 内閣府特命担当大臣（金融担当）             | 神奈川12区(1) | 星野剛士       | 65.10％ |
| 2012(平成24)年衆院選 | 野田第三次改造内閣       | 田中眞紀子 | 文部科学大臣                               | 新潟5区(1)    | 長島忠美       | 63.99％ |
| 2012(平成24)年衆院選 | 野田第三次改造内閣       | 藤村修     | 内閣官房長官                               | 大阪7区(1)    | 渡嘉敷奈緒美   | 64.71％ |
| 2012(平成24)年衆院選 | 野田第三次改造内閣       | 樽床伸二   | 総務大臣                                   | 大阪12区(1)   | 北川知克       | 63.86％ |
| 2012(平成24)年衆院選 | 野田第三次改造内閣       | 下地幹郎   | 内閣府特命担当大臣（防災担当）             | 沖縄1区(1)    | 國場幸之助     | 71.84％ |
| 2016(平成28)年参院選 | 第三次安倍第一次改造内閣 | 岩城光英   | 法務大臣                                   | 福島県(1)     | 増子輝彦       | 93.55％ |
| 2016(平成28)年参院選 | 第三次安倍第一次改造内閣 | 島尻安伊子 | 内閣府特命担当大臣（沖縄及び北方対策担当） | 沖縄県(1)     | 伊波洋一       | 70.03％ |
| 2024(令和6)年衆院選  | 第1次石破内閣            | 牧原秀樹   | 法務大臣                                   | 埼玉5区(1)    | 枝野幸男       | 72.60％ |
| 2024(令和6)年衆院選  | 第1次石破内閣            | 小里泰弘   | 農林水産大臣                               | 鹿児島3区(1)  | 野間健         | 71.65％ |

※内閣総理大臣、大日本帝国憲法下のものを除く

### 在任中の死去
| 氏名       | 官名                           | 内閣               | 死去日                     | 死因                             |
| ---------- | ------------------------------ | ------------------ | -------------------------- | -------------------------------- |
| 森有礼     | 文部大臣                       | 黒田内閣           | 1889年（明治22年）2月12日  | テロ（国粋主義者による暗殺）     |
| 石本新六   | 陸軍大臣                       | 第二次西園寺内閣   | 1912年（明治45年）4月2日   | 病死（不詳）                     |
| 横田千之助 | 司法大臣                       | 加藤内閣           | 1925年（大正13年）2月4日   | 病死（インフルエンザによる発熱） |
| 早速整爾   | 大蔵大臣                       | 第一次若槻内閣     | 1926年（大正14年）9月13日  | 病死（胃癌または直腸癌）         |
| 床次竹二郎 | 逓信大臣                       | 岡田内閣           | 1935年（昭和10年）9月8日   | 病死（心臓病）                   |
| 松田源治   | 文部大臣                       | 岡田内閣           | 1936年（昭和11年）2月1日   | 病死（急性心不全）               |
| 高橋是清   | 大蔵大臣                       | 岡田内閣           | 1936年（昭和11年）2月26日  | テロ（二・二六事件で標的に）     |
| 川崎卓吉   | 商工大臣                       | 広田内閣           | 1936年（昭和11年）3月27日  | 病死（脳卒中か？）               |
| 阿南惟幾   | 陸軍大臣                       | 鈴木貫太郎内閣     | 1945年（昭和20年）8月15日  | 自殺（敗戦の責任を負って自刃)    |
| 愛知揆一   | 大蔵大臣                       | 第二次田中角栄内閣 | 1973年（昭和48年）11月23日 | 病死（風邪をこじらせ急性肺炎）   |
| 仮谷忠男   | 建設大臣                       | 三木内閣           | 1976年（昭和51年）1月15日  | 病死（喘息の発作による窒息）     |
| 玉置和郎   | 総務庁長官                     | 第三次中曽根内閣   | 1987年（昭和62年）1月25日  | 病死（癌）                       |
| 松岡利勝   | 農林水産大臣                   | 第一次安倍内閣     | 2007年（平成19年）5月28日  | 自殺（数々の疑惑が発覚して）     |
| 松下忠洋   | 内閣府特命担当大臣（金融担当） | 野田第二次改造内閣 | 2012年（平成23年）9月10日  | 自殺（理由は不明）               |

※内閣総理大臣を除く